# کوندی (بازیکن فوتبال)
کوندی (انگلیسی: Cundi؛ زادهٔ ۱۳ آوریل ۱۹۵۵) بازیکن فوتبال اهل اسپانیا است.
از باشگاه‌هایی که در آن بازی کرده‌است می‌توان به باشگاه فوتبال اسپورتینگ خیخون اشاره کرد.
وی همچنین در تیم‌های ملی فوتبال اسپانیا آماتور، اسپانیا ب و اسپانیا بازی کرده‌است.